# Keresztespókfélék
A keresztespókfélék (Araneidae) a pókszabásúak (Arachnida) osztályának pókok (Araneae) rendjébe, ezen belül a főpókok (Araneomorphae) alrendjébe tartozó család.
Világszerte 160 nemet és több mint 2800 fajt sorolnak a családba.
A 80 hazai fajt a hasonló alkatú vitorláspókféléktől hálójuk, valamint fejük alapján is megkülönböztethetjük. A keresztespókok szeme közvetlenül a csáprágók felett, míg a vitorláspókoké egészen fent, a homlok felső szegényén található. Hálójuk sugárirányú keretfonalakból és ragasztócseppel ellátott fogófonalakból tevődik össze.

## Rendszertani felosztásuk
A családot 7 alcsaládra és 36, alcsaládba be nem sorolt nemre bontják. Az alcsaládok:
- Araneinae (Simon, 1895) 14 nemzetséggel és több, nemzetségbe be nem sorolt nemmel,
- Argiopinae (Simon, 1890), 4 nemmel,
- Arkyinae 2 nemmel,
- Cyrtarachninae 2 nemzetséggel, összesen 12 nemmel,
- Cyrtophorinae 5 nemmel,
- Gasteracanthinae 2 nemzetséggel,
- Gibbaranea 13 fajjal
- Nephilinae 5 nemmel
- Micratheninae 4 nemmel.